# Eriogaster
Eriogaster är ett släkte av fjärilar som beskrevs av Ernst Friedrich Germar 1810. Eriogaster ingår i familjen ädelspinnare.

## Bildgalleri

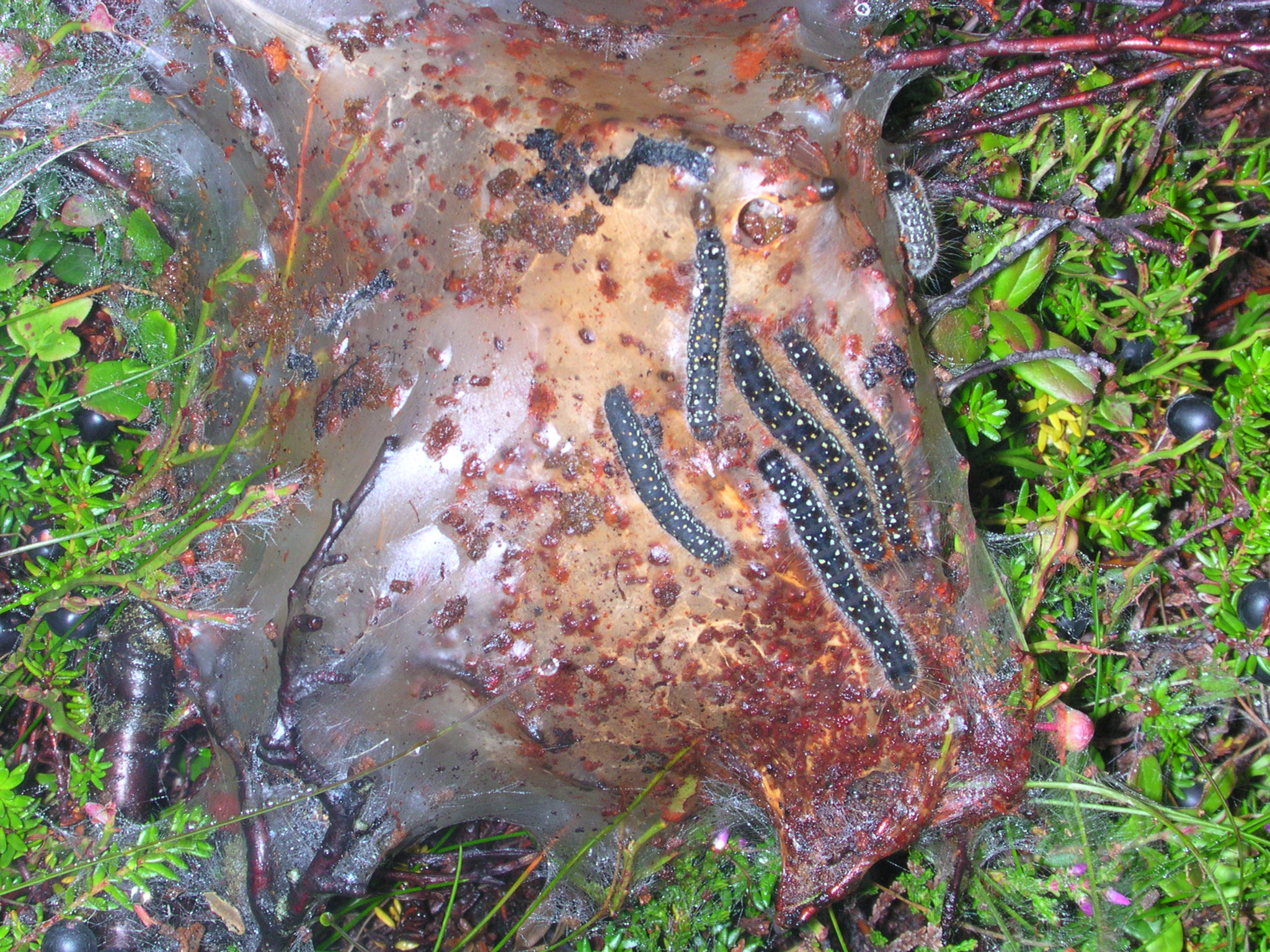
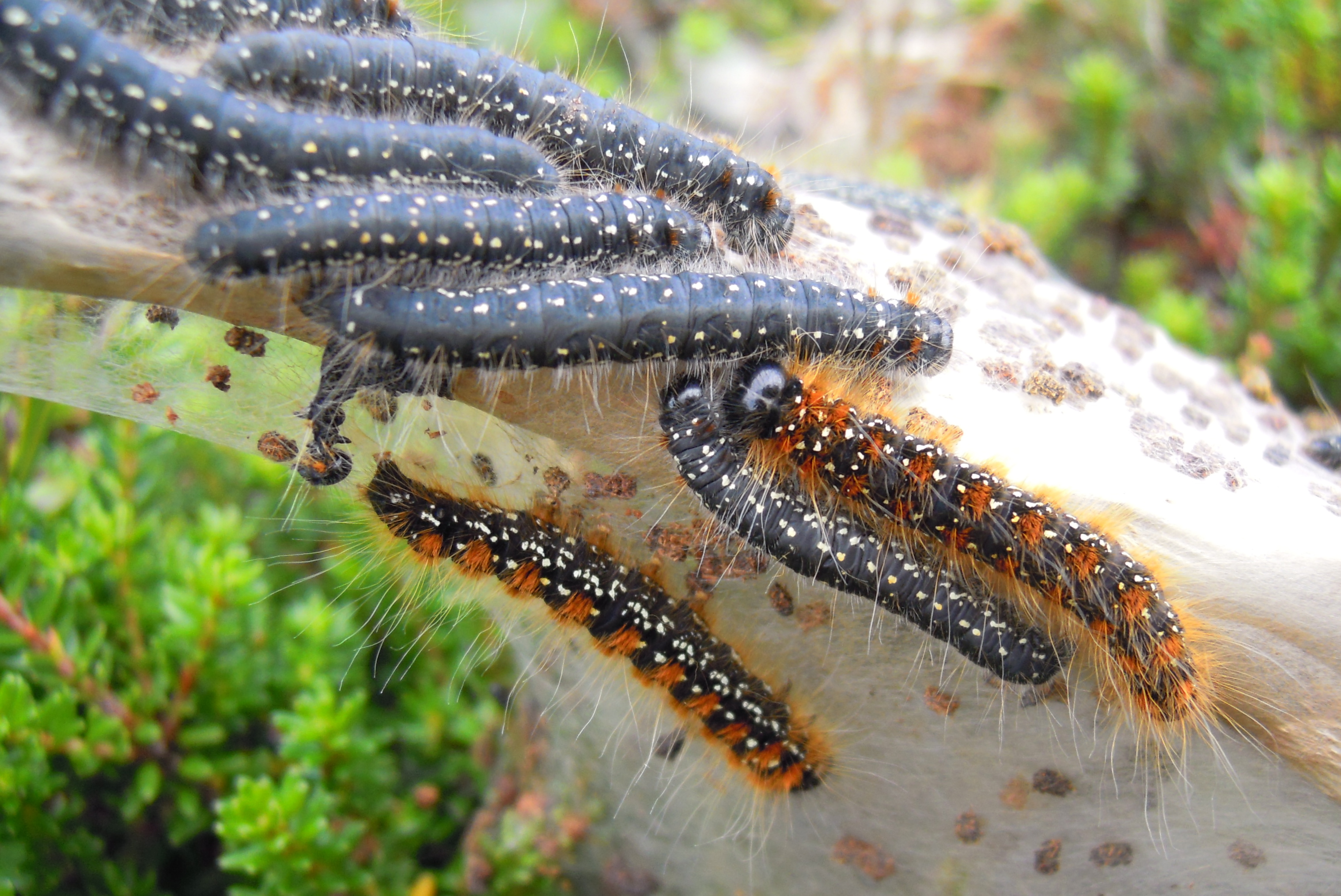
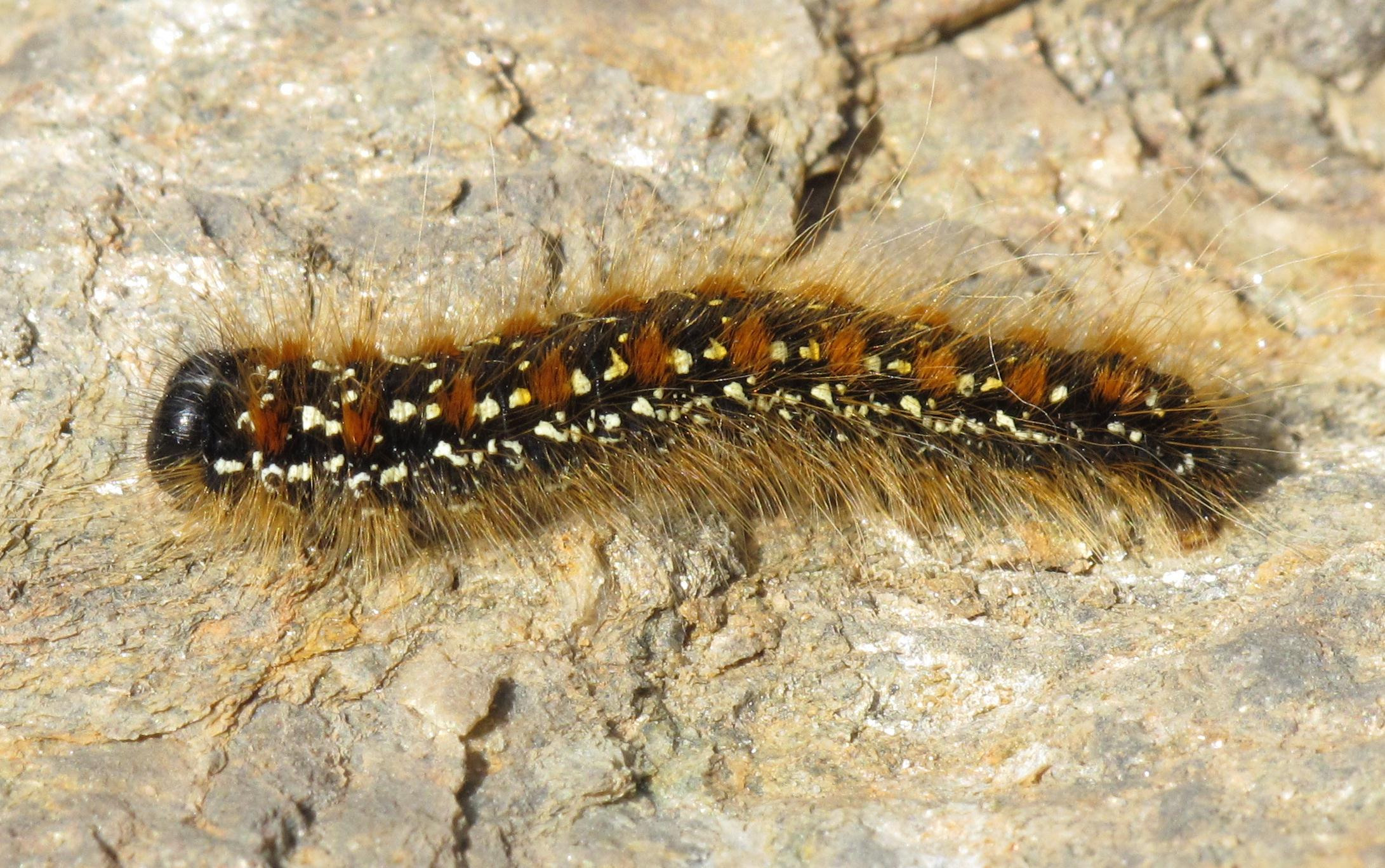
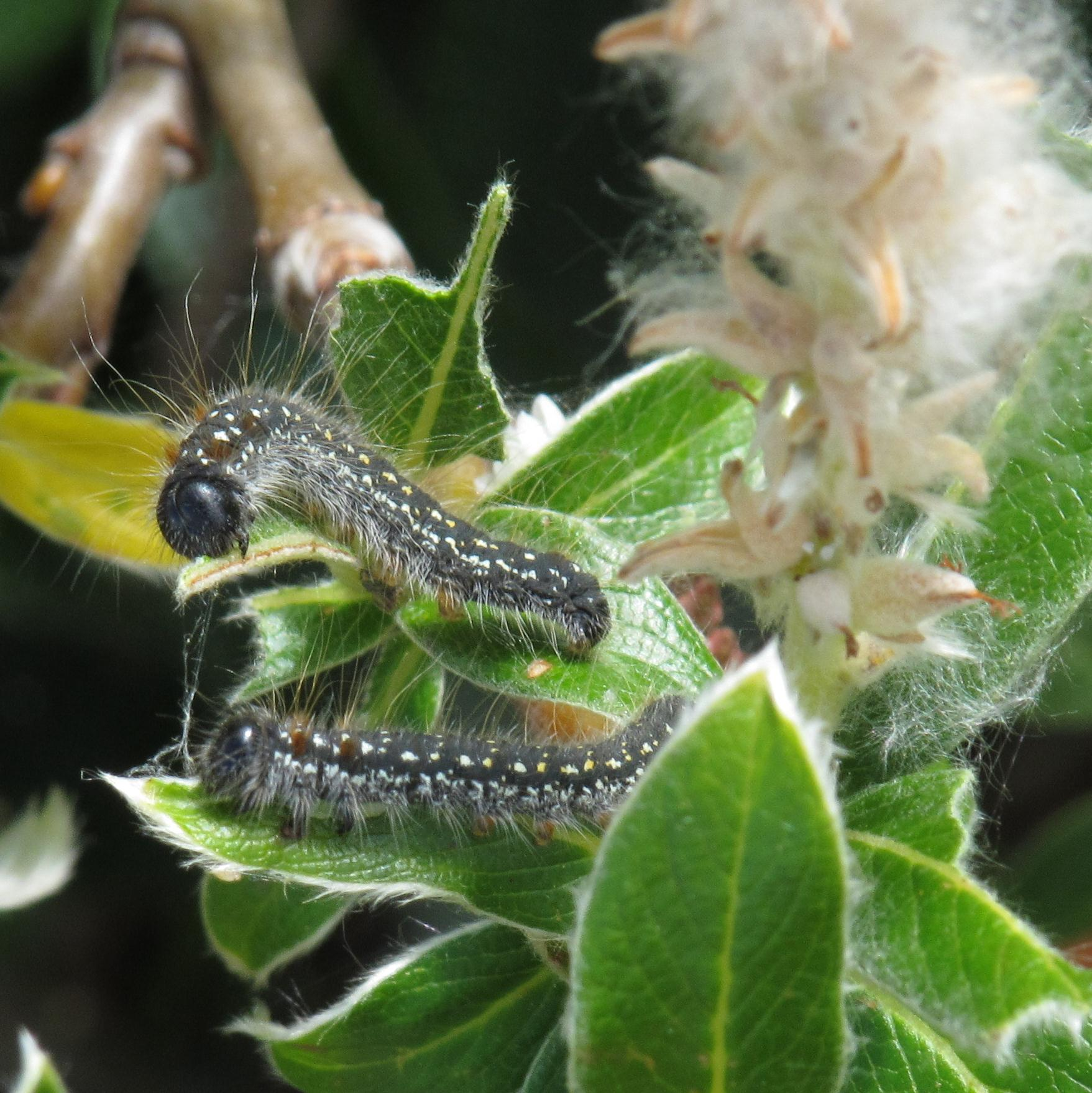
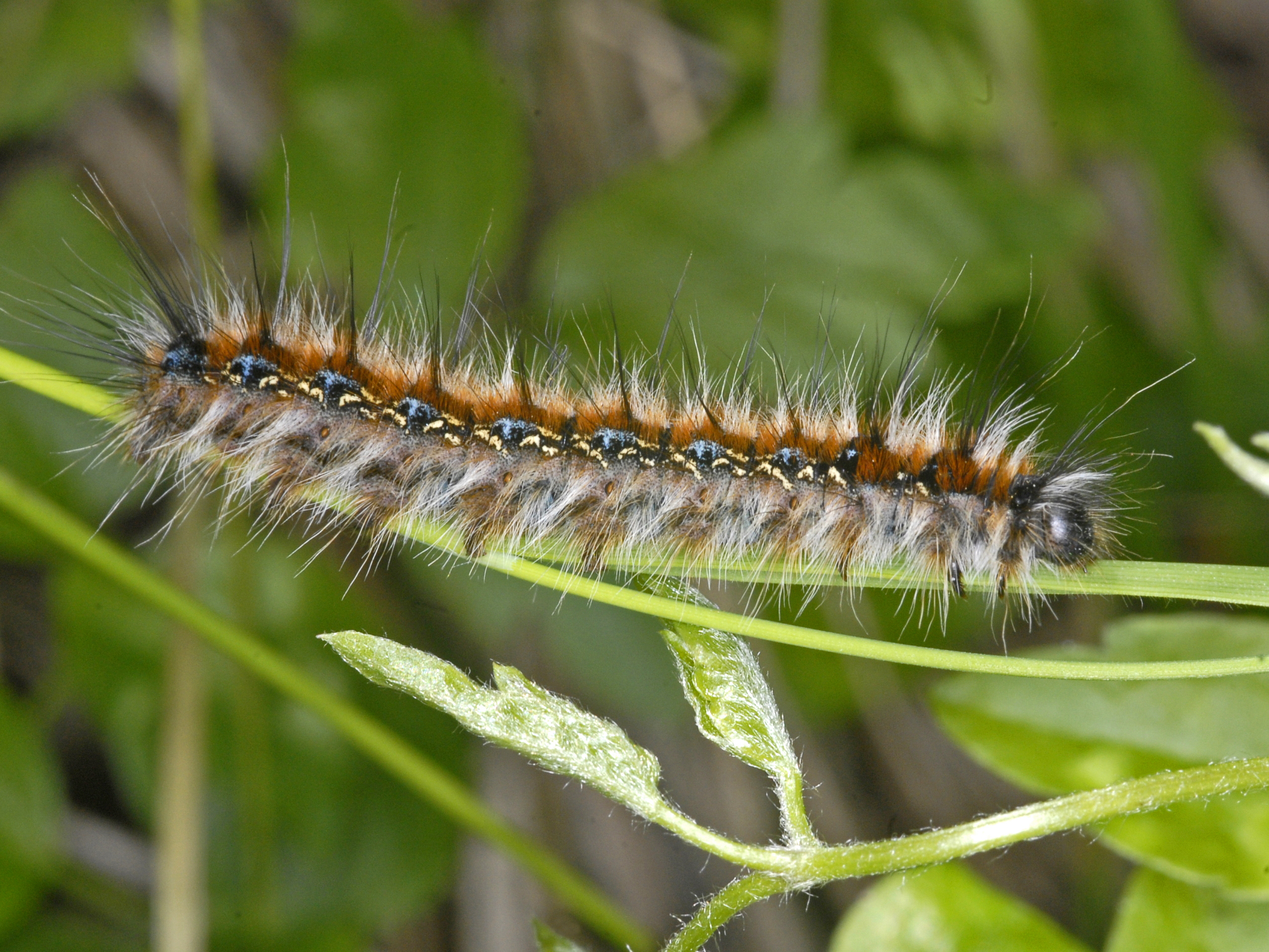
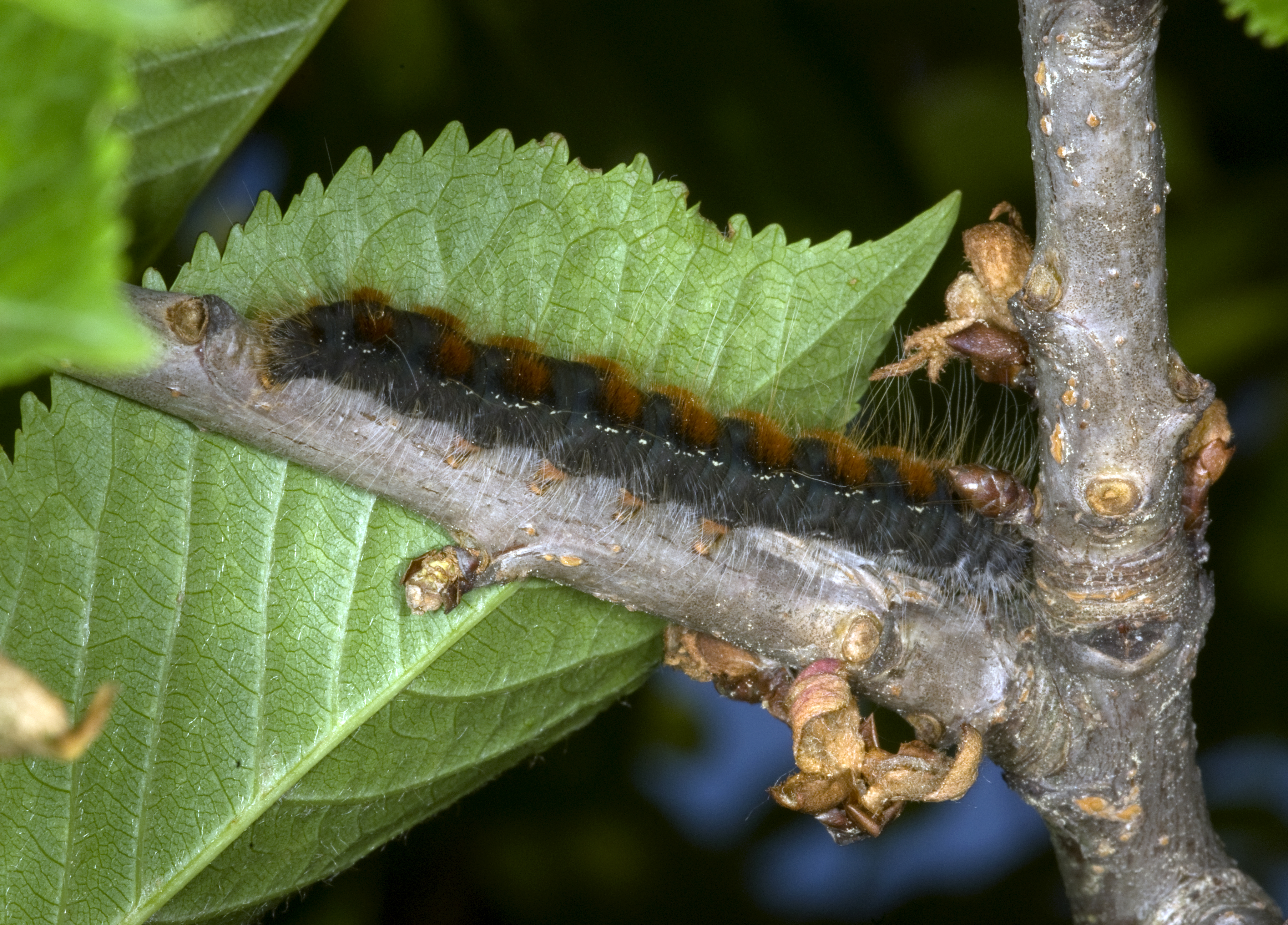

## Dottertaxa tillEriogaster, i alfabetisk ordning[1][2]
- Eriogaster aavasaksae
- Eriogaster acanthophylli
- Eriogaster amygdali
- Eriogaster arabica
- Eriogaster arbusculae
- Eriogaster auriflua
- Eriogaster borealis
- Eriogaster catax
- Eriogaster czipkai
- Eriogaster deleta
- Eriogaster everia
- Eriogaster grisea
- Eriogaster hebes
- Eriogaster henkei
- Eriogaster hungarica
- Eriogaster inspersa
- Eriogaster lanestris
- Eriogaster lentipes
- Eriogaster montana
- Eriogaster neogena
- Eriogaster nigrosuffusa
- Eriogaster obsoleta
- Eriogaster pfeifferi
- Eriogaster philippsi
- Eriogaster quadrangulata
- Eriogaster radiata
- Eriogaster reshoefti
- Eriogaster rimicola
- Eriogaster rueckbeili
- Eriogaster rufomarginata
- Eriogaster senecta
- Eriogaster talhouki
- Eriogaster variegata
- Eriogaster yatsugadakensis